# Cilangkara
Cilangkara is een bestuurslaag in het regentschap Bekasi van de provincie West-Java, Indonesië. Cilangkara telt 5187 inwoners (volkstelling 2010).